# Anteromorpha obscura
Anteromorpha obscura är en stekelart som först beskrevs av Sundholm 1970.  Anteromorpha obscura ingår i släktet Anteromorpha och familjen Scelionidae. Inga underarter finns listade i Catalogue of Life.